# Wide Awake in America
Wide Awake in America is een ep van de Ierse rockband U2.
De ep bevat vier nummers waarvan twee live opnamen en twee opnamen uit de studio. De release vond plaats in mei 1985.

## Tracklist
1. Bad (liveversie, 7:59)
2. A Sort of Homecoming (liveversie, 4:04)
3. The Three Sunrises (3:46)
4. Love Comes Tumbling (4:41)

Bono · The Edge · Adam Clayton · Larry Mullen jr.